# Einar Glimstedt
Viktor Einar Glimstedt, född 22 oktober 1887 i Göteborg, död där 30 juni 1956, var en svensk företagsledare.
Han utexaminerades från Göteborgs handelsinstitut 1907 och blev 1915 juris kandidat vid Uppsala universitet. 1913–1915 var Glimstedt biträdande jurist i advokatfirman Friman & Carlander. 1915 anställdes han som ombudsman i AB Svenska Kullagerfabriken. Glimstedt handhade de juridiska ärendena för fabriken och kom att betraktas som en av Sveriges främsta experter när det gällde bolagsskattefrågor och frågor rörande internationella förhållanden inom näringslivet. 1941 blev han VD i SKF, och var även från 1918 ombudsman och från 1939 styrelseledamot i AB Bofors, ombudsman i Gamlestadens Fabrikers AB och från 1936 styrelseledamot i AB Nydqvist & Holm. Han var 1937–1938 medlem av Göteborgs stadsfullmäktige.
Einar Glimstedt var son till folkskolläraren Johannes Glimstedt. Han var bror till Ivar och Gösta Glimstedt.